# 가마타정
가마타정(蒲田町)은 도쿄부 에바라군에 일찍이 존재했던 정이다. 현재의 도쿄도 오타구 중부에 해당한다.

## 역사
- 1889년 5월 1일 - 정촌제 시행에 수반해 에바라군 가마타촌이 성립하였다.
- 1922년 2월 10일 - 정으로 승격해 가마타정이 되었다.
- 1932년 10월 1일 - 에바라군 전체가 도쿄시에 편입되어, 가마타정의 구역은 가마타구가 되었다.
- 1947년 3월 15일 - 가마타구가 오모리구와 합병해, 오타구가 신설되었다.

## 교통

### 철도
- 국철 (→ JR동일본)
  - 도카이도 본선 (게이힌 도호쿠선
- 게이힌 전기 철도 (현 게이힌 급행 전철)
  - 게이큐 본선
  - 아나모리선
- 메구로 가마타 전철
  - 메구로선
- 이케카미 전기철도(현 도큐급행전철)
  - 이케카미선

### 도로
- 국도 제15호선

## 관련문헌
- 蒲田町史編纂会『蒲田町史:市郡合併記念』蒲田町史編纂会、1933年。NDLJP:1874576